# Monika von Tagaste

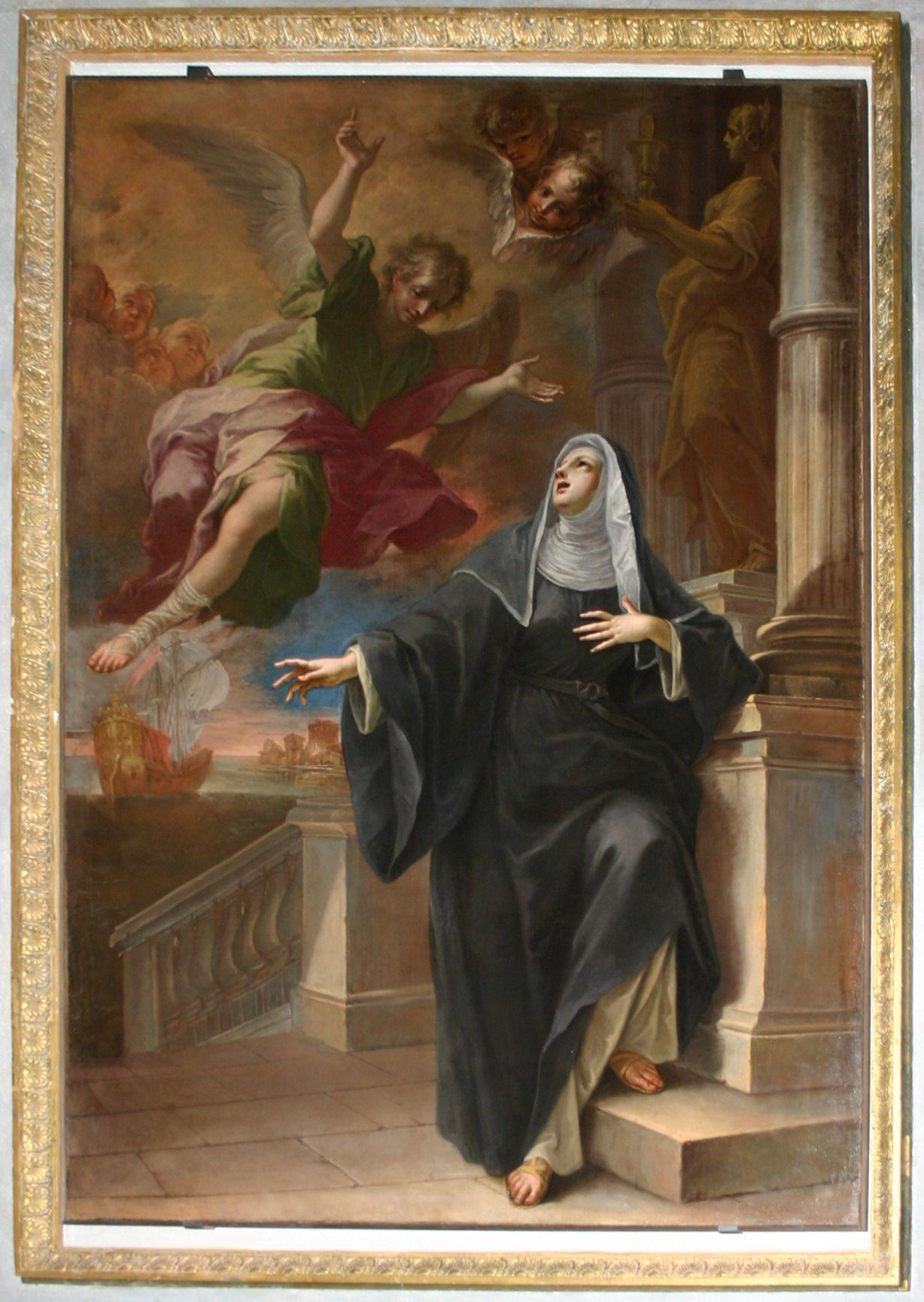
Hl. Monika und die Erscheinung des Engels, Pietro Maggi, 1714, Gemälde in Mailand, „Cappella di sant’Agostino“ im Querschiff der Kirche San Marco

Die heilige Monika von Tagaste (* um 332 in Tagaste in Numidien; † Oktober 387 in Ostia) war die Mutter des hl. Augustinus. Sie liegt in der Kirche Sant’Agostino zu Rom begraben.

## Leben
Monika wurde von ihren christlichen Eltern fromm erzogen. Die Erziehung ihrer Töchter hatte Monikas Mutter jedoch weitgehend einer alten Dienerin überlassen, die die Kinder mit strenger Sorgfalt erzog. So durfte nur zu den Essenszeiten gegessen und getrunken werden, selbst wenn die Kinder großen Durst litten. Durch dieses Kurzhalten wollte die alte Frau verhindern, dass die Kinder sich an regelmäßiges Trinken gewöhnten, denn sie befürchtete, dass diese später von Wasser auf Wein umsteigen würden. In ihrer Jugend verfiel Monika dann dem Alkohol, als sie von den Eltern immer wieder zum Weinholen in den Keller geschickt wurde. Ihr gelang es aber, sich von dieser Sucht wieder zu befreien. Sie heiratete den heidnischen römischen Beamten Patricius, einen ebenso gutmütigen wie jähzornigen Menschen, dem sie, in der Hoffnung, ihn zum Christentum bekehren zu können, seine Untreue verzieh. Tatsächlich starb Patricius 371 als Christ. Ebenso gelang es ihr, durch sanftmütiges Ertragen und Liebe die reizbare Schwiegermutter zu beruhigen. Monika hatte zusammen mit ihrem Mann neben Augustinus noch zwei weitere Kinder, Navigius und Perpetua.

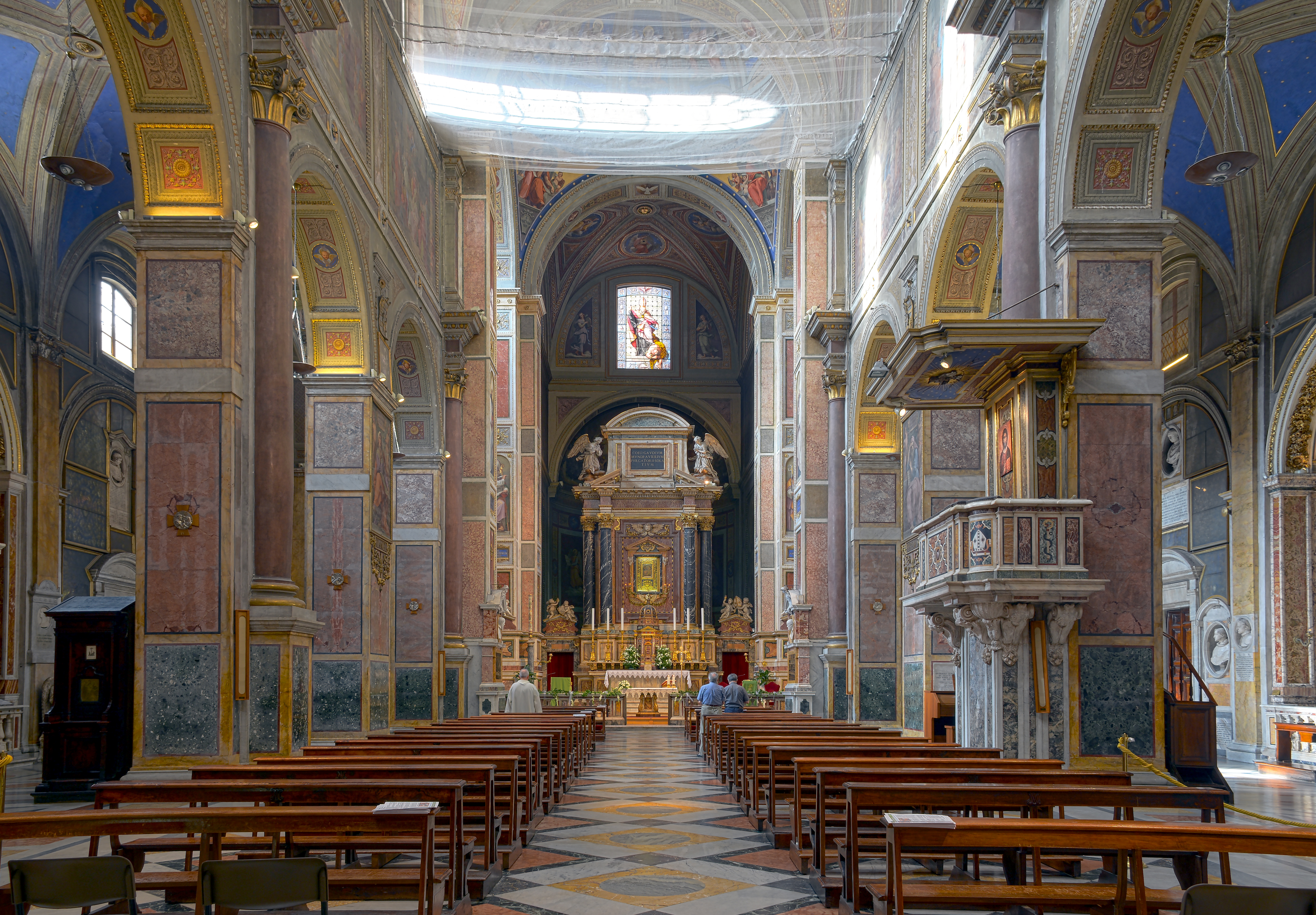
Die Gebeine von Monika wurden im 15. Jahrhundert in die Kirche Sant’Agostino in Campo Marzio nach Rom überführt

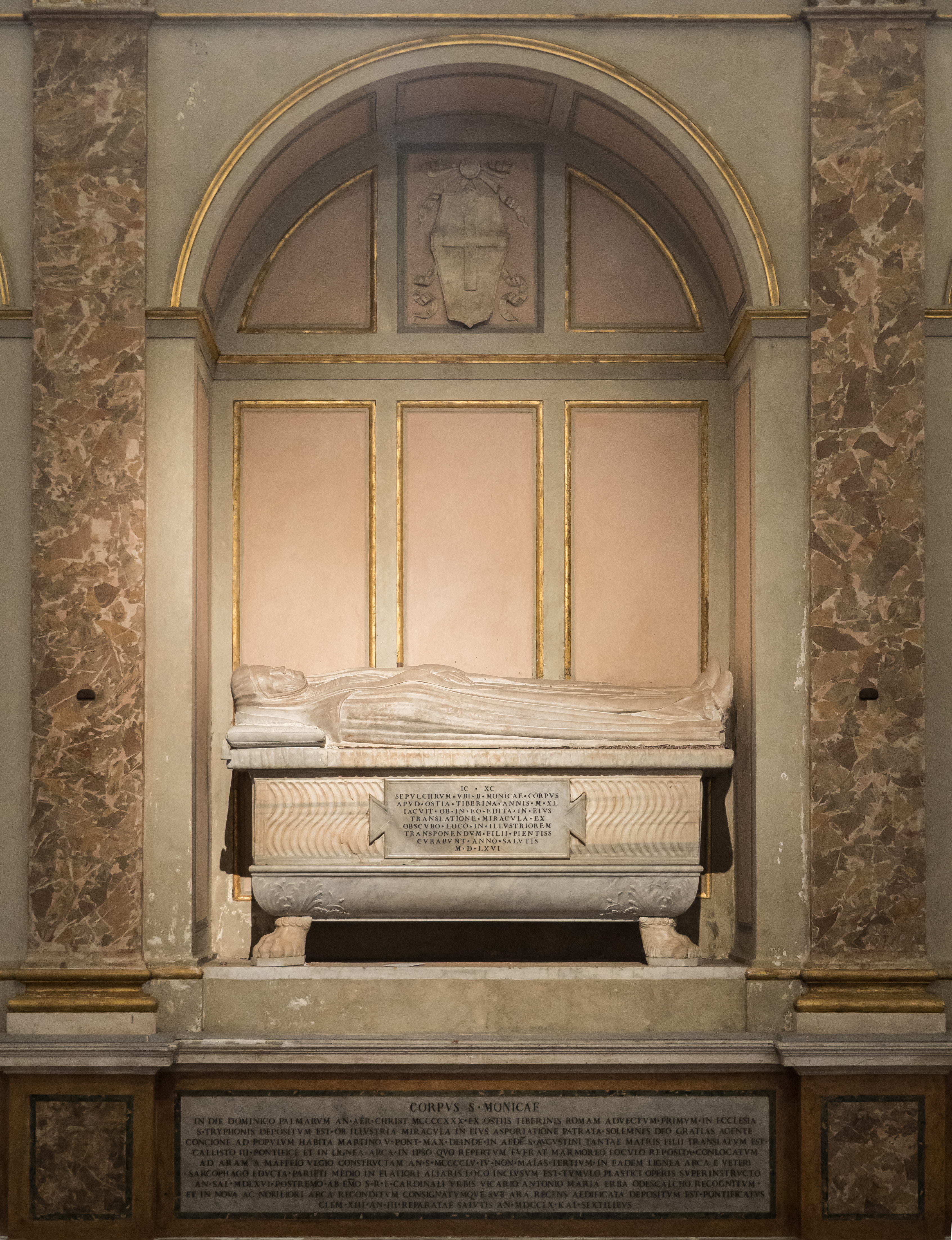
Grabmal von Monika in Rom

Monikas Sohn Augustinus ging um 370/71, kurz vor dem Tod ihres Ehegatten Patricius, zum Studieren nach Karthago, wo er eine Frau kennenlernte, mit der er einen Sohn zeugte, der 372 zur Welt kam und den Namen Adeodatus bekam. Im Jahr darauf wandte Augustinus sich dem Manichäertum zu. Nach dem Studienabschluss eröffnete er zunächst eine Rhetorikschule in Tagaste, später in Karthago. Im Jahr 383 ging Augustinus nach Rom, auch wohl um Abstand zu seiner Mutter zu bekommen. Schon im Jahr darauf wurde er zum Professor für Rhetorik in Mailand ernannt.
Nachdem Augustinus sich 384 von den Manichäern etwas gelöst hatte, reiste Monika im späten Frühjahr 385 zu ihm nach Mailand und brachte zunächst etwas mütterliche Ordnung in die aus Freunden und Schülern bestehende Lebensumgebung ihres Sohnes. Sie unterstützte ihn auch im Studium der Lehren des Mailänder Bischofs Ambrosius. Schon im Sommer 386 gelang es Monika, ihren Sohn dazu zu bringen, seine Lebensgefährtin nach Afrika zurückzuschicken. Er sollte sie nie wiedersehen.
Als Ersatz arrangierte Monika eine christliche Ehe, die jedoch zunächst daran scheiterte, dass die ausgesuchte Braut fürs Heiraten zwei Jahre zu jung war. Die Ehe kam nie zustande, denn im Spätsommer hatte sich Monikas Sohn dazu entschlossen, sein Leben völlig zu ändern. Zentrale Punkte waren die Aufgabe der Professorenstelle in Mailand zum Herbst des Jahres und die Taufe im darauffolgenden Frühjahr. Zusammen mit seiner Mutter verbrachte er die folgenden sechs Monate bis zur Taufe auf dem Landgut eines Freundes in Cassiciacum.
Im April des Jahres 387 kehrten Monika und ihr Sohn nach Mailand zurück. Augustinus empfing dort zusammen mit seinem Sohn Adeodatus von Ambrosius die Taufe. Inzwischen war beschlossen worden, zum Zweck einer gottgefälligeren Lebensführung gemeinsam nach Nordafrika zurückzukehren. Auf der Heimreise im selben Jahr verstarb Monika von Tagaste im Alter von 56 Jahren in der Hafenstadt Ostia. Sie wurde bei dem Grab der Heiligen Aurea von Ostia beigesetzt. Ihre Gebeine wurden im 15. Jahrhundert in die Kirche Sant’Agostino in Campo Marzio nach Rom überführt.
In der christlichen Kunst wird Monika oft mit einem Krug als Attribut dargestellt. Er soll die Tränen versinnbildlichen, die sie weinte, bis ihr Sohn sich zum Christentum bekehrte.

## Verehrung
Der römisch-katholische Gedenktag Monikas wurde 1969 auf den 27. August festgelegt, einen Tag vor dem Festtag ihres Sohnes Augustinus. Dieser Termin findet sich auch im Evangelischen Namenkalender der Evangelischen Kirche in Deutschland und dem Kalender der Anglikanischen Kirche.

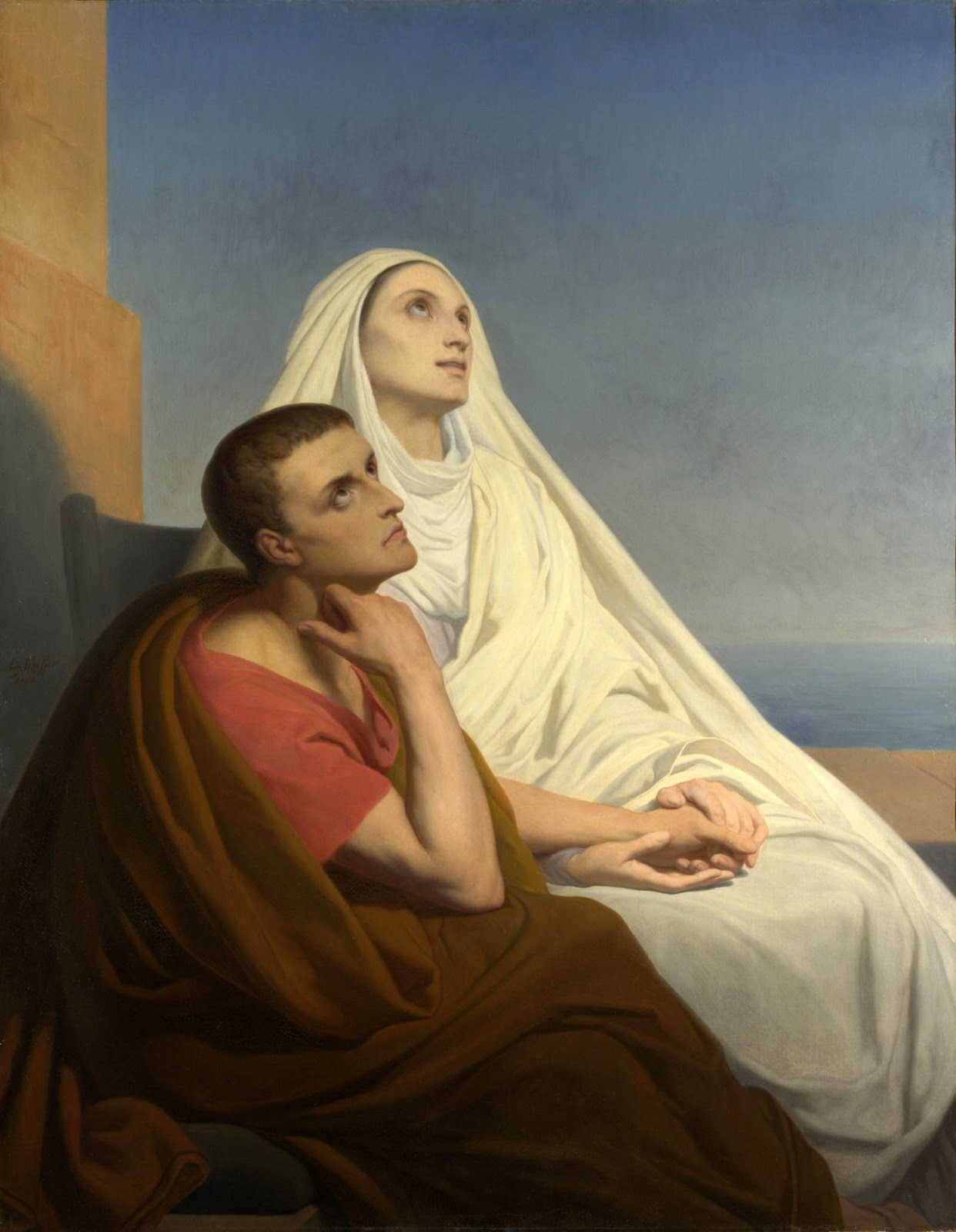
Monika von Tagaste und ihr Sohn, Augustinus von Hippo, in Ostia, 1846, Gemälde, Ary Scheffer (London, National Gallery)

Vom 13. Jahrhundert bis 1969 war ihr Gedenktag am 4. Mai. Die Evangelisch-Lutherische Kirche in Amerika und die Kirchengemeinde Düsseldorf-Hamm haben diesen Termin beibehalten.
Die orthodoxe Kirche verwendet beide genannten Termine und zusätzlich den 15. Juni.
Monika beschirmt die Frauen und Mütter und wird zur Seelenrettung der Kinder angerufen.
Die kalifornische Stadt Santa Monica ist nach ihr benannt und bildet in geographischer Hinsicht ein Paar mit St. Augustine in Florida. Somit könnte man sagen, dass die Vereinigten Staaten eingequadert sind von Mutter und Sohn.
Die Kirche St. Monika (Afferde) ist ihr geweiht.
1934 wurde in Utrecht der Orden der Zusters Augustinessen van Sint-Monica gegründet. Damals kümmerten sich die Schwestern um unverheiratete schwangere Frauen und Mädchen und um Frauen, die Opfer von häuslicher Gewalt waren. In der Blütezeit des Ordens gab es sechs Klöster (Amsterdam, Utrecht, Hilversum, Sittard, Maastricht, Paris). Die Schwestern gründeten auch eine Anzahl von Grundschulen in diesen Orten. Seit 2014 gibt es nur noch ein Kloster in Utrecht als Altersheim für die letzten Schwestern und Casella, ein gastfreier Ort für junge Leute auf der Suche nach Besinnung, im Wald nahe dem alten Kloster in Hilversum.